# ارنست ال فروید
 ارنست ال فروید (انگلیسی: Ernst L. Freud؛ ۶ آوریل ۱۸۹۲ – ۷ آوریل ۱۹۷۰) فرزند سیگموند فروید و معمار بود.